# 李沛文 (1956年)
李沛文（1956年4月—），男，汉族，甘肃民勤人，中华人民共和国政治人物，曾任甘肃省人民政府秘书长，甘肃省政协副主席。